# Gadjaški sporazum
Gadjaški sporazum (poljsko ugoda hadziacka, ukrajinsko гадяцький договір, gadjac'kyj dogovir) je bil sporazum, ki so ga  16. septembra 1658 v Gadjaču podpisali predstavniki poljsko-litovske Republike obeh narodov (S. Bieniewski in K. Jewłaszewski) in Ukrajinskih kozakov (hetman Ivan Vigovski, staršina Jurij Nemirič, avtor sporazuma, in Pavlo Teterja). Sporazum naj bi v novoustanovljeni Republiki treh narodov (poljsko Rzeczpospolita Trojga Narodów) izenačil položaj kozakov in Rusinov s položajem Poljakov in Litovcev v Republiki obeh narodov. 

## Vsebina
Seznam točk in skromnih zahtev, ki se jim je po njegovi milosti uklonil presvetli hetman Zaporoške vojske, skupaj s celo Zaporoško vojsko in rusinskim prebivalstvom njegovi kraljevi milosti in celi Republiki obeh narodov:
1. Ustanovitev Velikega rusinskega vojvodstva (poljsko Wielkie Księstwo Ruskie) iz Černiogovskega, Kovenskega in Breslavskega palatinata,[a] ki bo skupaj s Kraljevino Poljsko in Veliko litovsko kneževino z enakimi pravicami spadalo v eno in nedeljivo "Republiko" (Rex Public).[2]
2. V vojvodstvu bo vladal hetman Zaporoške vojske, izvoljen za celo življenje iz štirih kandidatov, ki jih bodo izbrale vse skupine ukrajinske družbe in potrdil poljski kralj.[2]
3. V vojvodstvu naj bi se ustanovili lokalni uradi po poljskem zgledu.[2]
4. V vojvodstvu se mora ponovno vzpostaviti zakon in obnoviti sodišča in administrativni sistem, ki je obstajal pred letom 1648.[2]
5. Veliko rusinsko vojvodstvo ne bo imelo pravic do neodvisnih odnosov z drugimi državami.[2]
6. Pravoslavni verniki bodo imeli pravico da senatorskega sedeža.[2]
7. Dovoljeno bo tiskanje lastnega denarja s podobo skupnega kralja.[2]
8. Oborožene sile bodo vojvodstva lahko imele 60.000 kozakov in 10.000 najemnikov.[2]
9. Obnovile se bodo velike posesti in kmetstvo in vse obveze, ki so obstajale pred letom 1648.[2]
10. Do sto kozaškim posestim iz vsakega polka[b] bodo na zahtevo hetmana in s privolitvijo kralja zagotovljene stare pravice in privilegiji.[2]
11. Na ozemlju Velikega rusinskega vojvodstva Rusije naj bi bila razveljavljena cerkvena zveza, sklenjena v Brestu leta 1596,[c] razglašena svoboda pravoslavne in katoliške vere, pravoslavni metropolit in pet drugih škofov pa bodo dobili stalne sedeže v skupnem senatu Republike.[2]
12. Poljske in litovske oborožene sile ne bodo imele pravice biti na ozemlju Velikega rusinskega vojvodstva, razen v nujnih primerih. V takšnih primerih bi bile podrejene hetmanu.[2]
13. Obstoječi univerzi - Kijevsko-Mogilski akademiji, naj bi bile podeljene enake pravice kot Jagelonski univerzi v Krakovu. Novoustanovljeni kolegiji naj bi imeli status univerze.[2]
14. Po vsej državi bi bilo mogoče ustanovljati visoke šole in gimnazije s pravicami poučevanja v latinščini.[2][d]
15. Vojvodstvo bo imelo pravico do objavljanja, če besedila ne bodo vsebovala osebnega napada na kralja.[2]

## Zgodovinski pomen
Če bi se Republika treh narodov resnično ustanovila, bi postala ohlapna konfederacija Poljakov, Litovcev in Rusinov (Ukrajincev). Ukrajinsko vojvodstvo bi postalo vzhodni steber skupnosti, s katerim bi bilo mogoče nadzirati širjenje Ruskega carstva in morda preprečiti agonijo, ki se je končala s kasnejšo delitvijo Poljske. Poljska bi se morda tudi znebila mnenja, da je "bolni mož Evrope".
Poljski kralj in parlament (Sejm) sta 22. maja 1659 kljub precejšnjemu nasprotovanju rimskokatoliške duhovščine sporazum potrdila, vendar s spremenjenim besedilom. Ideja o Rusinskem vojvodstvu v okviru Republike je bila kljub temu popolnoma opuščena. Sporazum je bil poskus Republike obeh narodov, da bi povrnila vpliv na ukrajinska ozemlja, izgubljen po nizu kozaških vstaj, na primer uporu Hmelnickega, in vse večjemu vplivu Moskve na ukrajinske kozake (Perejaslavski sporazum iz leta 1654).
Hetman Vigovski je podpiral pogajanja z Republiko obeh narodov, zlasti potem, ko je zatrl upor, ki ga je vodil poltavski polkovnik Martin Puškar. Zaradi kršitev Perejaslavskega sporazuma je prekinil odnose s Ruskim carstvom. Na gadjaški sporazum je veliko kozakov gledala kot na "premalo in prepozno", še posebej pa so nasprotovali določilu o vrnitvi zemljiških posesti poljski šlahti. Po uporu kozakov leta 1648 je postala Republika obeh narodov pri preprostih kozakih zelo nepriljubljena. Kozaki iz vodstva upora so kot svojega naravnega zaveznika videli  pravoslavno Moskvo in jih ni zanimalo zavezništvo z Republiko obeh narodov. Poleg tega gadjaški sporazum koristil predvsem kozaški eliti, ki se je hotela izenačiti s poljskim plemstvom. Upor kozakov v Ukrajini se je kljub sklenitvi sporazuma nadaljeval.
Položaj Republike obeh narodov je še oslabil niz porazov v rusko-poljski vojni (1654–1667). Car je v gadjaškem sporazumu videl grožnjo, ki je oslabila položaj njegove države in ukrajinskih kozakov. Rusi so v sporazumu videli vojno dejaje še preden je bil podpisan in v Ukrajino poslali svojo vojsko. V bitki pri Polonki leta 1660 so bili poraženi, a so kljub temu osvojili Vilno. To in drugi poljsko-litovski vojaški neuspehi, zlasti v Ukrajini, so še dodatno spodkopali kozaško podporo Republiki obeh narodov. Začetni uspeh Vigovskega v bitki pri Konotopu junija 1659 ni bil dovolj odločilen, njemu pa je sledil niz porazov. Ruske garnizije v Ukrajini so se še naprej držale, napad  Zaporožcev na Krim pa je prisilil tatarske zaveznike Vigovskega, da so se vrnili domov. Novi nemiri so izbruhnili v poltavski regiji. Nazadnje se je več proruskih polkovnikov uprlo in obtožilo Vigovskega, da je Ukrajino prodal Poljakom.
Ker Vigovski ni več obvladoval katastrofičnega stanja v Ukrajini, je oktobra 1659 odstopil in se umaknil na Poljsko. Situacijo je dodatno zapletlo Osmansko cesarstvo, ki je poskušalo pridobiti nadzor nad sporno regijo in je izigravalo vse frakcije drugo proti drugi. Republiko obeh narodov je medtem oslabil upor Jurija Lubomirskega. 
Gadjaški sporazum se je skoraj v celoti ponovil v Čudnovskem sporazumu leta 1660.
Upori v Ukrajini so se končali z zmago Rusov in sklenitvijo Andrusovskega premirja leta 1667 in Večnega miru leta 1686. Ukrajinski kozaki so padli v rusko vplivno sfero in imeli v obdobju Hetmanata veliko manj privilegijev, kot bi jih imeli po gadjaškem sporazumu. Kozaški politični vpliv je do konca 18. stoletja skoraj v celoti uničil Ruski imperij.

## Drugi gadjaški sporazum
Po novembrskem uporu leta 1831 se je poskušalo obnoviti gadjaški sporazum in ustanoviti poljsko-litovsko-rusinsko Republiko treh narodov in preprečiti delitev Poljske. Izdelan je bil tudi grb nove države. Načrtovano konvencijo v Gadjaču so Rusini razglasili za nezakonito. V bližini mesta so namestili 2.000 vojakov z nalogo, da z zasedbo bližnjih mostov preprečijo konvencijo in morebitne demonstracije. V Gadjaču se je kljub temu zbralo in praznovalo 15.000-20.000 ljudi in 200 katoliških in pravoslavnih duhovnikov.